# Damián Escudero
Damián Ariel Escudero (Rosario, Santa Fe, Argentina, 20 de abril de 1987) es un exfutbolista argentino. Jugaba de centrocampista ofensivo, se retiró en Cuiabá Esporte Clube del brasileirao en 2020.

## Trayectoria
Damián Escudero, apodado Pichi, por ser el apodo de su padre Osvaldo Escudero, exjugador campeón con Patronato, juega como mediocampista por la izquierda y también se puede desempeñar como extremo izquierdo o mediapunta. Escudero fue definido por la prensa como "atrevido, encarador, desinhibido y audaz" en la cancha.

### Vélez Sarsfield
Escudero se formó en las divisiones inferiores de Vélez Sársfield. Su debut oficial se produjo en la octava jornada del Torneo Clausura 2006. Su primer gol lo convirtió contra Newell's.
Su debut en competiciones internacionales también se dio en el mismo año, en la Copa Libertadores 2006, competición en la que logró marcar dos goles. En la Copa Libertadores 2007 fue una pieza clave de Vélez, que fue eliminado en octavos de final a manos de quien sería el campeón, Boca Juniors. En esa Copa el Pichi consiguió marcar 4 goles.
Durante el 2008,Vélez Sarsfield no tuvo una buena campaña. Sin embargo, Escudero siguió demostrando su buen nivel.
finalizó su exitoso ciclo en Vélez con 84 partidos y 18 goles.

### Villarreal C. F.
Después de ser pretendido por varios equipos argentinos y europeos, en 2008 Escudero fue vendido al Villarreal a cambio de 12 millones de euros, el 20% para Vélez Sarsfield de una futura venta en caso de ser superior a los 7 millones de la misma moneda, y a su vez el préstamo de Leandro Somoza. El 2 de julio de 2008 se hizo público el traspaso de Escudero de Vélez al Villarreal C. F., el jugador fue presentado en la Ciudad Deportiva del Villarreal Club de Fútbol el día 4 de julio. Debido a que Escudero estaba tramitando la doble nacionalidad, motivo por el cual ocupaba plaza de extranjero, las cuales ya estaban agotadas en el Villarreal C. F., el técnico Manuel Pellegrini y los dirigentes del Villarreal C. F. decidieron darlo a préstamo a otro equipo para se adaptara al fútbol español. En total 6 equipos españoles se interesaron por adquirir el préstamo de Escudero, finalmente el Villarreal llegó a un acuerdo de cesión entre el jugador y el Real Valladolid, donde jugaría cedido la temporada 2008/09.
Sin embargo, Escudero nunca tuvo mucho lugar en Villarreal, debido a que sufrió lesiones y se vio opacado por jugadores Santi Cazorla y Robert Pirès. Por esto fue cedido al Real Valladolid durante la temporada 2008/09, donde jugó 15 partidos, sin marcar ningún gol. Cuando retornó a Villarreal tampoco fue tenido en cuenta, entonces el conjunto español decidió venderlo.
Escudero jugó 13 partidos en Villarreal, y marcó un solo gol, contra Xerez.

### Boca Juniors
En mayo de 2010, Boca Juniors decidió comprar el 50% del pase de Damián Escudero. Su debut oficial se produjo el 8 de agosto de 2010, contra Godoy Cruz por el Apertura 2010.
Su llegada generó expectativa, sin embargo, su nivel no fue el esperado. En un Boca Juniors que tuvo un semestre muy malo, Escudero no fue la excepción. Con la llegada de Julio César Falcioni al club Xeneize, Escudero no fue tenido en cuenta y entonces fue cedido a Brasil.
Su primer ciclo en Boca arroja 13 apariciones, sin goles.

### Grêmio
A principios de 2011 fue incorporado por el Grêmio a modo de préstamo. Se mantuvo por un año en el club brasileño, donde logró asentarse y tener un buen nivel. Jugó 42 partidos y marcó 5 goles.

### Atlético Mineiro
Al vencer su vínculo con Grêmio, tampoco fue tenido en cuenta por Boca. Esto se debió a que el club xeneize contaba con muy buenos jugadores en la misma posición, como Walter Erviti, Juan Sánchez Miño y Nicolás Colazo. Entonces, la dirigencia del club argentino decidió volver a cederlo. Atlético Mineiro decidió contar con sus servicios, y lo contrató a préstamo por un año. Si bien no deslumbró, su nivel fue muy bueno y Atlético Mineiro consiguió clasificar a la Copa Libertadores 2013. Jugó 40 partidos e hizo 4 goles.

### Boca Juniors
Luego de decidir no renovar el préstamo Damián retorna a Boca Juniors. En uno de los primeros entrenamientos del año marcó el único gol de un partido de práctica, peleando un lugar entre los titulares.

### Eporte Clube Vitória
En enero de 2013 tras rechazar una oferta de jugar con el Club Universidad Nacional de México, Darío Bombini, representante del jugador, confirma su traspaso a este club brasileño, dos años de experiencia en Brasil fueron determinantes para ir al fútbol brasileño donde tiene un nombre reconocido.
En diciembre de 2013, luego de rendir a buen nivel en el conjunto brasileño, es vendido definitivamente por parte de Boca Juniors, que a cambio recibe R$ 500.000.
En el 2014 desciende con el Esporte Clube Vitoria.
Al año siguiente luego de una gran temporada consigue el ansiado ascenso quedando con su equipo tercero en la tabla general.

### Puebla
El 23 de diciembre de 2015 se anuncia un acuerdo entre el volante argentino y el Puebla FC de la Primera División de México.

## Selección nacional
Sus destacadas actuaciones lo llevaron a ser convocado para el torneo Esperanzas de Toulon y para la Selección Argentina Sub-20. Como Vélez decidió no cederlo a él ni a Mauro Zárate, no pudo participar del Campeonato Sudamericano Sub-20 de 2007. Igualmente fue convocado luego por Hugo Tocalli para disputar la Copa Mundial de Fútbol Sub-20 de 2007 realizada en Canadá pero, una importante lesión lo alejó de gran parte del torneo.

## Clubes
| Club                      | País      | Año         |
| ------------------------- | --------- | ----------- |
| Vélez Sarsfield           | Argentina | 2006 - 2007 |
| Real Valladolid (cedido)  | España    | 2007 - 2008 |
| Villarreal CF             | España    | 2008 - 2009 |
| Boca Juniors              | Argentina | 2010        |
| Grêmio (cedido)           | Brasil    | 2011        |
| Atlético Mineiro (cedido) | Brasil    | 2012        |
| Esporte Clube Vitória     | Brasil    | 2013 - 2015 |
| Puebla FC                 | México    | 2016        |
| Vasco da Gama             | Brasil    | 2017 - 2018 |
| Cuiabá Esporte Clube      | Brasil    | 2019 - 2020 |

## Palmarés

### Campeonatos regionales
| Título             | Equipo           | Estado/s                          | Año  |
| ------------------ | ---------------- | --------------------------------- | ---- |
| Campeonato Mineiro | Atlético Mineiro | Minas Gerais                      | 2012 |
| Campeonato Baiano  | Vitória          | Bahía                             | 2013 |
| Taça Rio           | Vasco da Gama    | Río de Janeiro                    | 2017 |
| Copa Verde         | Cuiabá E. C.     | Norte/Centro-Oeste/Espírito Santo | 2019 |

### Campeonatos internacionales
| Título                                | Equipo                     | Sede   | Año  |
| ------------------------------------- | -------------------------- | ------ | ---- |
| Copa Mundial de Fútbol Sub-20 de 2007 | Selección Argentina Sub-20 | Canadá | 2007 |